# مقراب غريغوري

مخطط يوضح مسار الضوء في المقراب الغريغوري.

المقراب الغريغوري هو أحد أنواع المقراب العاكس صممه عالم الفلك والرياضيات الاسكتلندي جيمس غريغوري في القرن السابع عشر، وصنعه لأول مرة روبرت هوك عام 1673، وكان أول المقرابات العاكسة تصميمًا قبل مقراب نيوتن, الذي صنعه السير إسحاق نيوتن عام 1668، إلا أنه لم يتم تنفيذه بنجاح إلا بعد خمسة أعوام من مقراب نيوتن العاكس.

## الصور

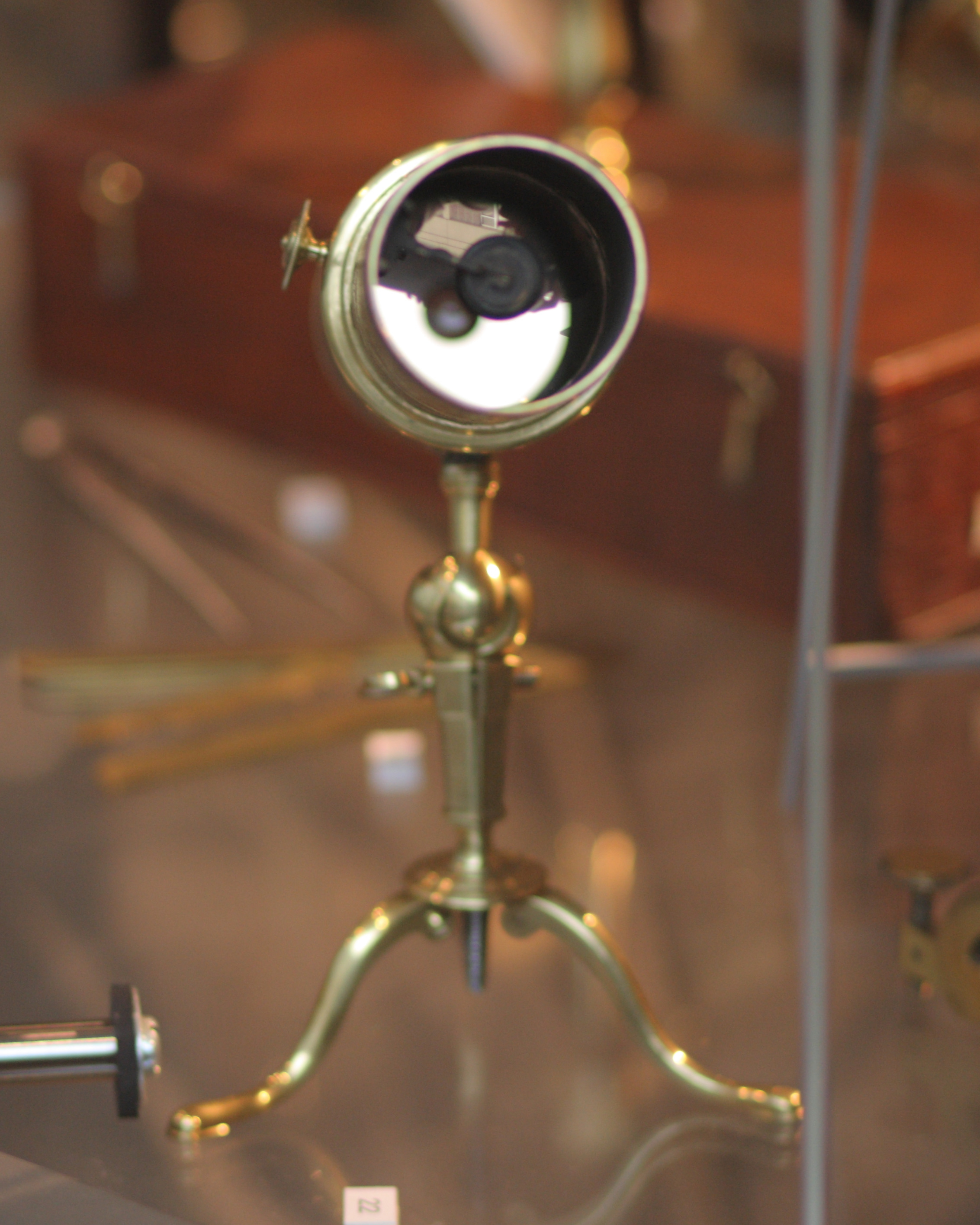
مقراب غريغوري يعود لعام 1735 تقريبًا
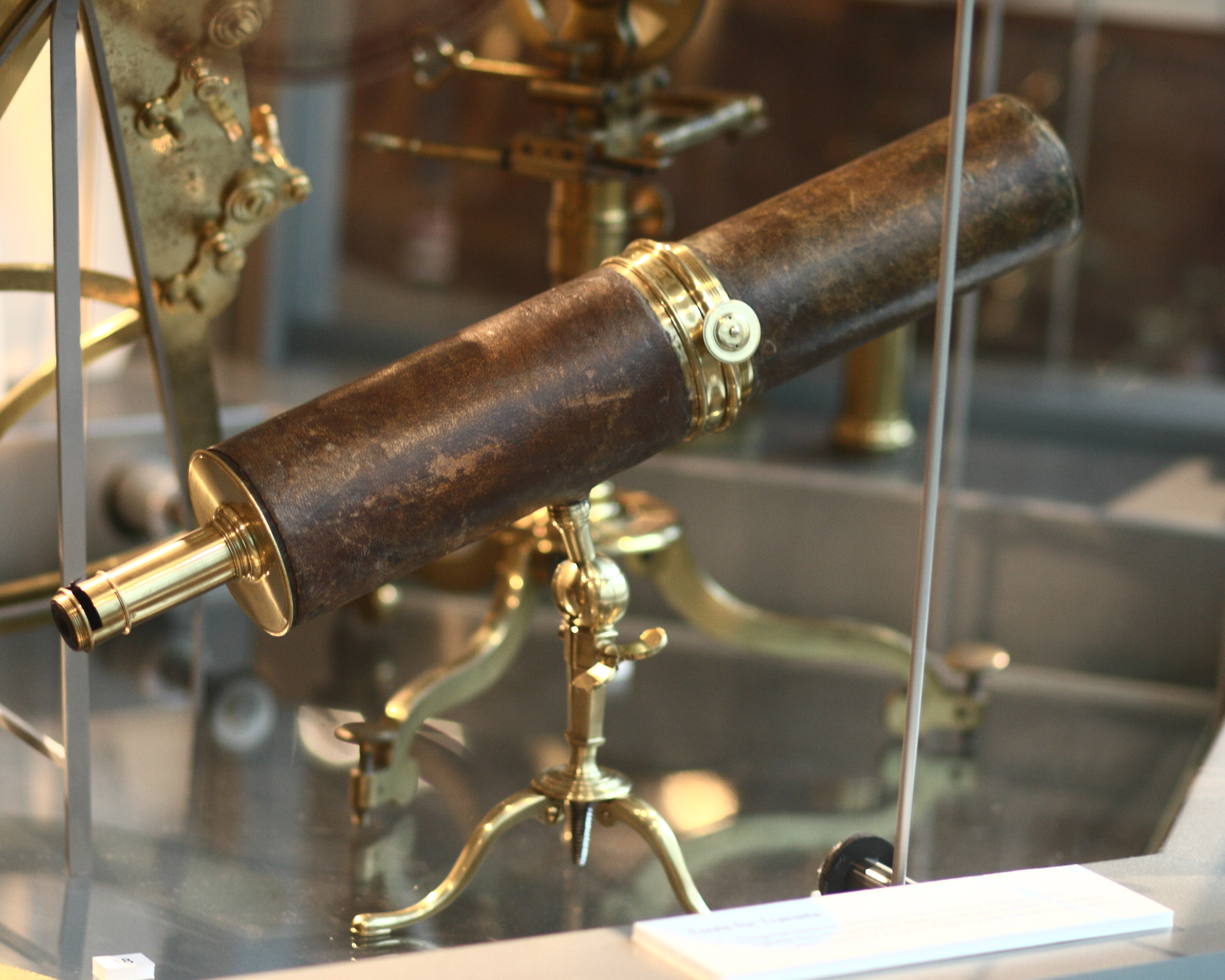
منظر جانبي

## وصلات خارجية
- Kenyon College نسخة محفوظة 14 فبراير 2012 على موقع واي باك مشين.
- The Encyclopedia of Astrobiology, Astronomy, and Spaceflight